# Atrachea ochrotica
Atrachea ochrotica là một loài bướm đêm trong họ Noctuidae.